# Erlend Ropstad
Erlend Ropstad (Vennesla, 17 settembre 1974) è un cantante norvegese.

## Biografia
Hva om det ikke er sånn som du tror at det er (2013), terzo album in studio dell'interprete, ha finito per ottenere due nomination agli Spellemannprisen. Il disco successivo, Her om natta (2014), è stato anch'esso candidato per un Spellemannprisen.
Det beste vi får til (2015) ha ricevuto la nomination per lo Spellemannprisen al solista pop. Otterrà i suoi primi esiti nella VG-lista con Brenn siste brevet, settimo LP candidato per un Spellemannprisen e arrivato al 38º posto.
Da himmelen brant var alle hunder stille (2021) è stato in lizza per lo Spellemannprisen al rock, mentre Gleden & sorgen (2022) ha segnato il suo miglior posizionamento in classifica (12º posto).

## Discografia

### Album in studio
- 2007 – Bright Late Nights
- 2010 – Roy, It Ain't Over Yet
- 2013 – Hva om det ikke er sånn som du tror at det er
- 2014 – Her om natta
- 2015 – Det beste vi får til
- 2017 – Alt som har hendt
- 2019 – Brenn siste brevet
- 2021 – Da himmelen brant var alle hunder stille
- 2022 – Gleden & sorgen

### Album dal vivo
- 2020 – Året som er over nå

### Colonne sonore
- 2017 – Natta Pappa henta oss

### EP
- 2006 – The Magnetic Tapes

### Singoli
- 2005 – Winona and I
- 2007 – My Third Cup
- 2009 – Fishing with John
- 2010 – Mary's No Saint
- 2010 – Roberta Flack
- 2016 – Den eneste
- 2017 – Innan dimman #1
- 2024 – Londsia
- 2024 – Alt som var bra
- 2024 – Filmen om oss